# Luxemburg op het Eurovisiesongfestival 2024

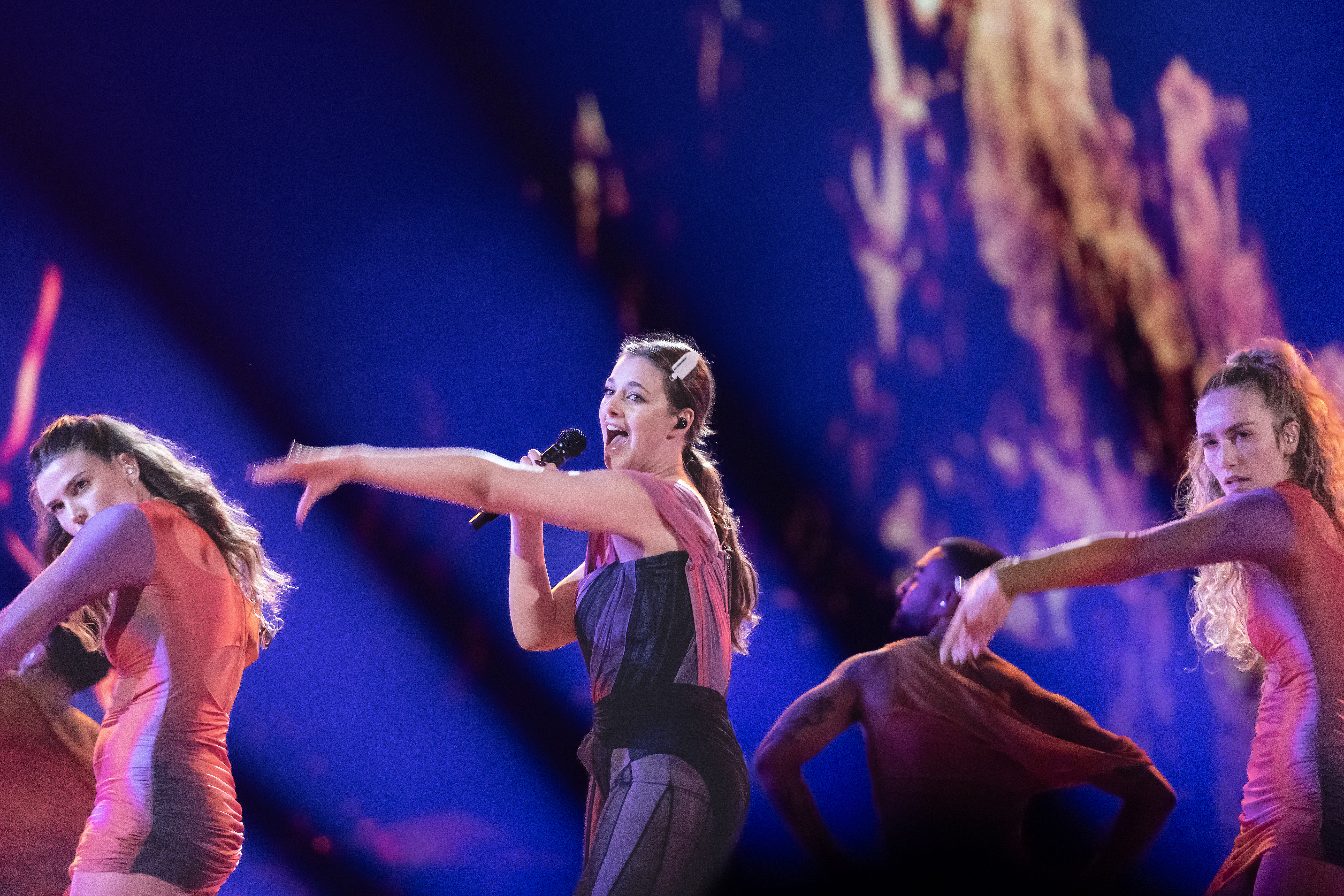
Tali tijdens de repetities in Malmö.

Luxemburg maakte in 2024 zijn rentree op het podium van het Eurovisiesongfestival, Het groothertogdom deed voor het eerst sinds 1993 weer mee aan het liedjesfestijn. Het was de 38ste deelname van het land aan het Eurovisiesongfestival. Tali kwam voor Luxemburg in de finale en behaalde daarin de 13e plaats met 103 punten.

## Achtergrond
Tijdens de finale van het Eurovisiesongfestival 2023 werd bekendgemaakt dat Luxemburg zijn comeback zou maken. Het land vond deelname de afgelopen tientallen jaren te kostbaar, maar wil nu toch weer een poging wagen. “Dertig jaar na de laatste deelname van Luxemburg is de regering van mening dat een terugkeer naar de belangrijkste muziekwedstrijd ooit een uitstekende gelegenheid biedt om de Europese en internationale geest van het groothertogdom op media- en muziekgebied opnieuw te bevestigen”.
Het groothertogdom zei te verwachten dat de deelname van Luxemburg ook zou “bijdragen aan de promotie van de bestemming Luxemburg, zijn waarden en zijn imago”. De regering “zegt de financiële steun toe die nodig is voor deelname van een Luxemburgse delegatie aan deze wedstrijd”. De uitzending van het Eurovisiesongfestival, de keuze voor de kandidaat en de deelname van de Luxemburgse delegatie waren in handen van de Luxemburgse omroep CLT-UFA, die lid is van European Broadcasting Union.

### Selectieprocedure
De inschrijving voor de Luxemburgse nationale finale werd geopend op 27 juli 2023, voorwaarden daarbij waren dat artiesten de Luxemburgse nationaliteit moesten bezitten of reeds drie jaar in Luxemburg woonachtig zijn, daarnaast moest er sprake zijn van een aantoonbare culturele band met het land. Ook componisten konden zich aanmelden. Zij werden  gematcht met een artiest zonder lied. Op 11 december werden de kandidaten bekendgemaakt waarna op 9 januari de nummers in openbaarheid werden gebracht.
Op 27 januari vond de finale van Luxembourg Song Contest 2024 plaats in de Rockhal van Esch-sur-Alzette. De presentatie was in handen van Désirée Nosbusch, die ook het Eurovisiesongfestival 1984 presenteerde. De finale bestond uit twee rondes, tijdens de eerste ronde brachten alle kandidaten hun lied. De beste drie gingen door naar de superfinale, die werd gewonnen door zangeres Tali met het nummer ‘Fighter’. Het lied is tweetalig en een compositie van Ana Zimmer, Dario Faini, Manon Romiti en Silvio Lisbonne.
Voordat Tali met 'Fighter' aantrad op het Eurovisiesongfestival, onderging het nummer nog wat wijzigingen. Deze aangepaste versie werd op 29 maart naar buiten gebracht

### Luxembourg Song Contest 2024
| Volgorde | Artiest         | Lied                 |
| -------- | --------------- | -------------------- |
| 1        | Joel Marques    | Believer             |
| 2        | Edsun           | Finally Alive        |
| 3        | Naomi Ayé       | Paumée sur terre     |
| 4        | Angy & Rafa Ela | Drop                 |
| 5        | One Last Time   | Devil in the Detail  |
| 6        | Krick           | Drowning in the Rain |
| 7        | Chalid          | Hold on              |
| 8        | Tali            | Fighter              |

Superfinale
| Plaats | Artiest      | Lied                 | Stemmen |
| ------ | ------------ | -------------------- | ------- |
| 1      | Tali         | Fighter              | 178     |
| 2      | Krick        | Drowning in the Rain | 165     |
| 3      | Joel Marques | Believer             | 136     |

## In Malmö
Luxemburg trad aan op dinsdag 7 mei in de eerste halve finale van het Eurovisiesongfestival. Tali was als vijftiende en laatste aan de beurt met het nummer Fighter. De zangeres behaalde de finale, waar het op de 13de plaats eindigde met 103 punten. Zowel de kijkers als de vakjury van Israël gaven 12 punten aan de in Israël geboren zangeres. 
1956 · 1957 · 1958 · 1959 · 1960 · 1961 · 1962 · 1963 · 1964 · 1965 · 1966 · 1967 · 1968 · 1969 · 1970 · 1971 · 1972 · 1973 · 1974 · 1975 · 1976 · 1977 · 1978 · 1979 · 1980 · 1981 · 1982 · 1983 · 1984 · 1985 · 1986 · 1987 · 1988 · 1989 · 1990 · 1991 · 1992 · 1993 · 1994-2023 · 2024 · 2025
Albanië · Armenië · Australië · Azerbeidzjan · België · Cyprus · Denemarken · Duitsland · Estland · Finland · Frankrijk · Georgië · Griekenland · Ierland · IJsland · Israël · Italië · Kroatië · Letland · Litouwen · Luxemburg · Malta · Moldavië · Nederland · Noorwegen · Oekraïne · Oostenrijk · Polen · Portugal · San Marino · Servië · Slovenië · Spanje · Tsjechië · Verenigd Koninkrijk · Zweden · Zwitserland